# CDKN1B
El inhibidor 1B de quinasa dependiente de ciclina (CDKN1B) es una enzima codificada en humanos por el gen p27Kip1. Esta proteína pertenece a la familia de proteínas inhibidoras de quinasas dependientes de ciclinas Cip/Kip. CDKN1B se une e impide la activación de los complejos ciclina E/Cdk2 o ciclina D/Cdk4, controlando así la progresión del ciclo celular en la fase G1. Suele ser referido como proteína inhibidora del ciclo celular debido a que su principal función es frenar o ralentizar el ciclo de división celular.

## Función bioquímica
El gen p27Kip1 tiene una secuencia de ADN similar a otros miembros de la familia "Cip/Kip", que incluyen los genes p21Cip1/Waf1 y p57Kip2. Además de su semejanza estructural, las proteínas "Cip/Kip" comparten la característica funcional de ser capaces de unirse a diversas clases de ciclinas y de quinasas dependientes de ciclinas. Por ejemplo, p27Kip1 se une a la ciclina D tanto sola como formando un complejo con su subunidad catalítica Cdk4. De este modo, p27Kip1 inhibe la actividad catalítica de Cdk4, por lo que impide que Cdk4 ceda fosfatos a su principal sustrato, la proteína del retinoblastoma. Niveles elevados de la proteína p27Kip1 suelen causar la parada del ciclo celular en la fase G1. Asimismo, p27Kip1 es capaz de unirse a otras Cdks cuando forman complejos con determinadas subunidades de ciclina, como en el caso de los complejos ciclina E/Cdk2 y ciclina A/Cdk2.

## Regulación
En general, los factores de crecimiento extracelulares que impiden el crecimiento celular causan un incremento de los niveles de p27Kip1 dentro de la célula. Por ejemplo, los niveles de p27Kip1 aumentan cuando el TGF-beta está presente en el exterior de las células epiteliales, frenando así el crecimiento celular. Por el contrario, la IL-2 provoca una reducción de los niveles de p27Kip1 en los linfocitos T. Una mutación en este gen podría conducir a la pérdida del control sobre el ciclo celular, provocando una proliferación celular descontrolada.

## Interacciones

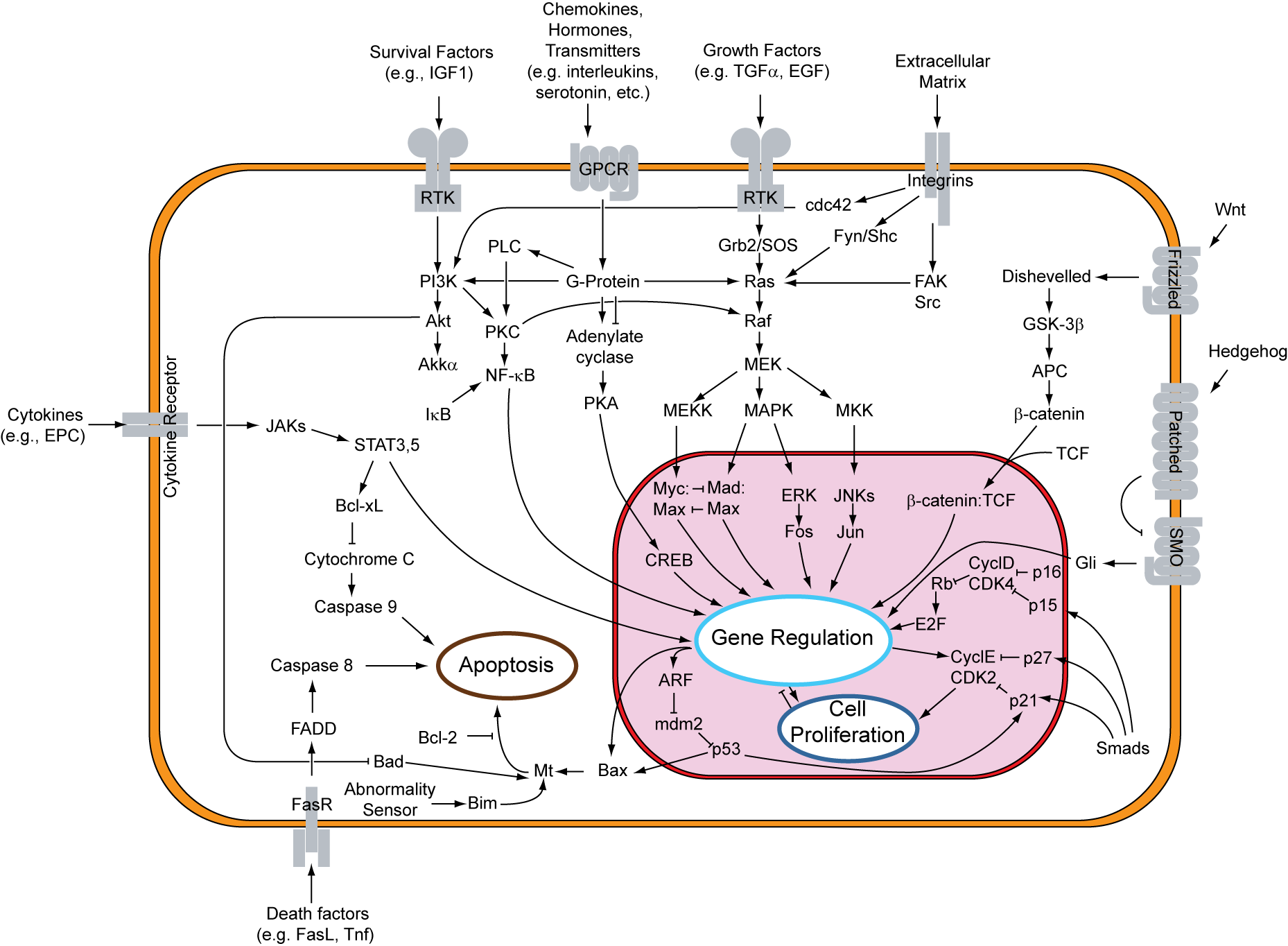
Esquema de las rutas de transducción de señales implicadas en el proceso de apoptosis.

La proteína CDKN1B ha demostrado ser capaz de interaccionar con:
- SPDYA[6]
- XPO1[7][8]
- Cdk2[9][6][10][11][8]
- SKP2[12][13][14]
- Cdk4[15][16]
- Grb2[17]
- AKT1[14]
- Ciclina D3[18][15][19]
- Ciclina E1[20][8]
- NUP50[21]
- CKS1B[12][13]